# 니시카이촌
니시카이촌(일본어: 西貝村)은 일본 시즈오카현 서부,야마나군, 이와타군에 속했던 촌이다. 현재의 이와타시에 해당한다.

## 역사
- 1889년 4월 1일 - 정촌제 시행에 의해 야마나군 니시카이촌이 성립하였다.
- 1896년 4월 1일 - 군 통합에 의해 이와타군에 소속되었다.
- 1940년 11월 1일 - 미쓰케정, 나카이즈미정, 덴류촌과 합병해, 이와타정이 성립하여, 동일 니시카이촌은 폐지되었다.

## 교통

### 철도
철도성 도카이도 본선이 촌역을 통과하지만, 역은 존재하지 않았다.

## 참고 문헌
- 角川日本地名大辞典編纂委員会,『角川日本地名大辞典 22 静岡県』, 角川書店, 1978年, ISBN 4040012208